# Вътрешноприсъща теория за стойността
Вътрешноприсъщата теория за стойността или теория за вътрешноприсъщата стойност представлява теория за стойността в икономиката, според която стойността на един предмет има обективна база за определяне, независеща от наблюдателя.
Най-ранната разновидност на тази теория е при физиократите, според които стойността произтича от земята. Най-известната разновидност е Трудовата теория за стойността, според която стойността на дадено благо се формира въз основа на труда, който трябва да се положи, за да се произведе то. Защитници на тази теза са английските класици (Адам Смит, Дейвид Рикардо). Тя се превръща и в основно понятие в марксизма. Рикардо пише също така в „За принципите на политическата икономия и данъчното облагане”:
| „ | Полезността не е мярка на разменната стойност, макар и да е абсолютно съществена за нея […] | “ |

| „ | Притежавайки полезност, стоките черпят разменната си стойност от два източника: от своята рядкост и от количеството труд, нужно за тяхното добиване. | “ |

Тези две разновидности произхождат от елементи на цената, които биват прехвърлени върху стойността.
Противници на теорията са френските класици и маргиналистите, които твърдят, че стойността на предметите представлява качество, което всеки отделен наблюдател по субективен начин им приписва и което се изменя във времето и в зависимост от различните наблюдатели. Практикуващите „прайсинг“ (на англ. pricing – ценообразуване) говорят от своя страна за приемлива (допустима) цена.